# Mausolée Sidi Belhassen Karray

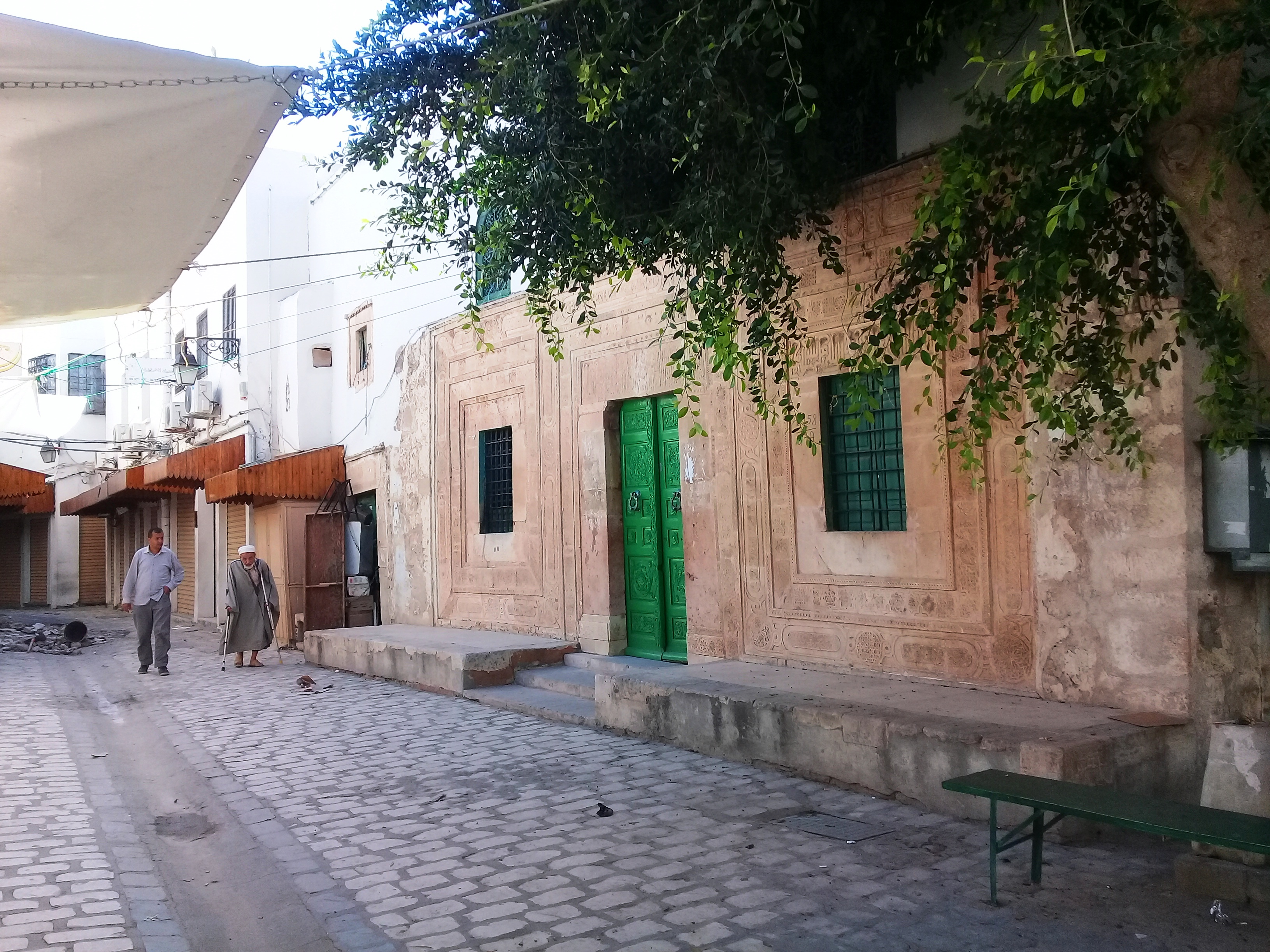
Façade principale du mausolée

Le mausolée Sidi Belhassen Karray est l'une des zaouïas les plus connues de la médina de Sfax.

## Histoire
Il est construit au XIXe siècle sous la supervision du maître Mohamed Menif, petit-fils du maître Hadj Ali Menif.
Selon certains historiens, il a servi de demeure à Sidi Belhassen Karray, le saint qui y repose.

## Localisation
Il est situé dans la partie occidentale de la médina de Sfax, au début de la rue Sidi Belhassen El Karray, et s'ouvre sur la place Barberousse.

## Description
Le mausolée est centré sur une entrée principale, avec à gauche la zaouïa constituée de la tombe du saint, Sidi Belhassen Karray, d'une coupole décorative et d'un mihrab, et en face un grand patio entouré de galeries et qui comporte un deuxième mihrab. À l’intérieur, on trouve une salle de prière et des escaliers qui donnent accès au premier étage. Cet étage est composé de deux petites salles qui étaient réservées pour la méditation de Sidi Belhassen Karray après les cours.
Les façades de l'édifice sont richement décorées avec des versets coraniques et des fleurs découpées en bois. C'est grâce à cette décoration que le mausolée constitue l'un des monuments les plus importants et les plus visités de la médina,.

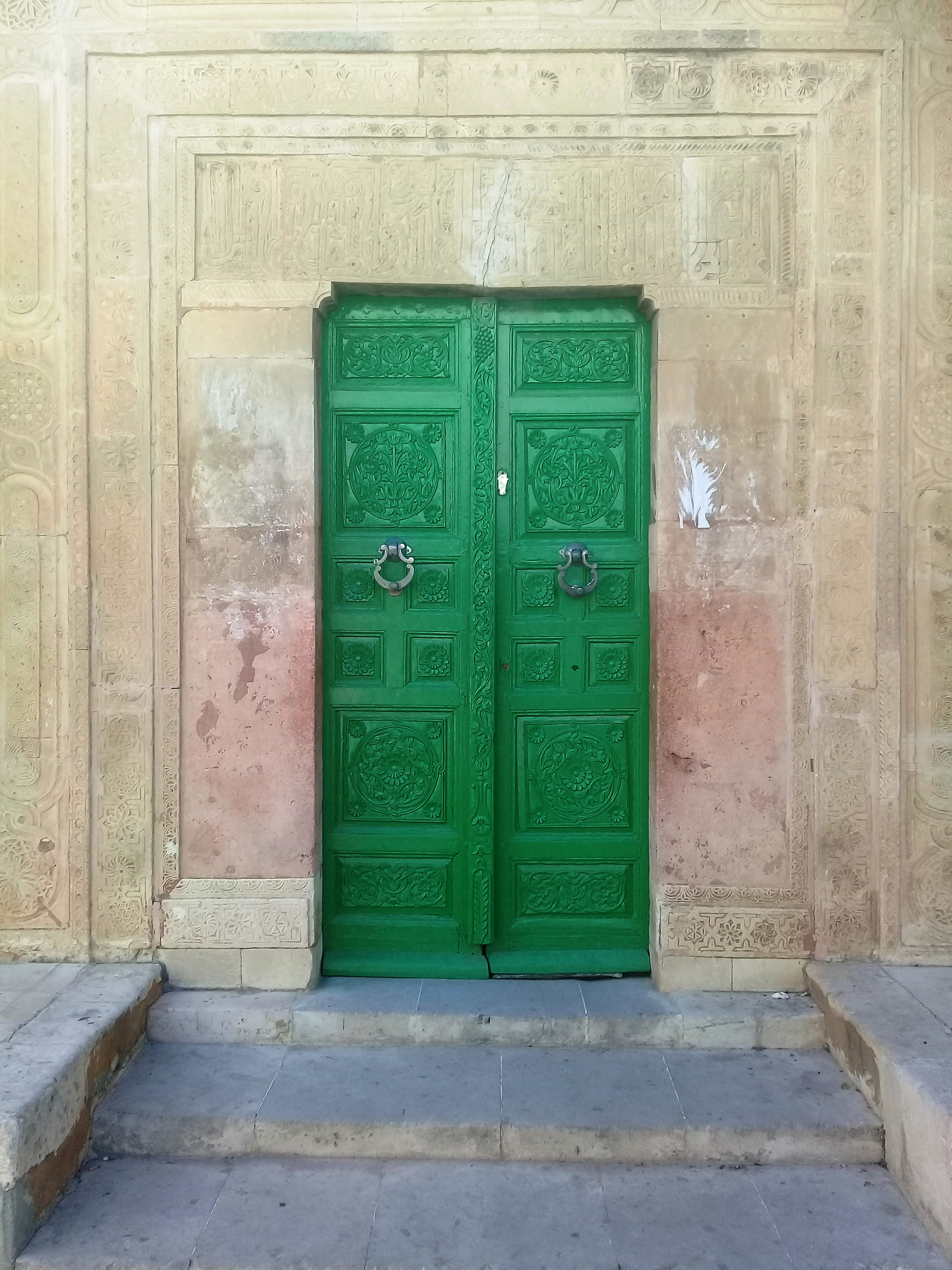
Porte d'entrée du mausolée
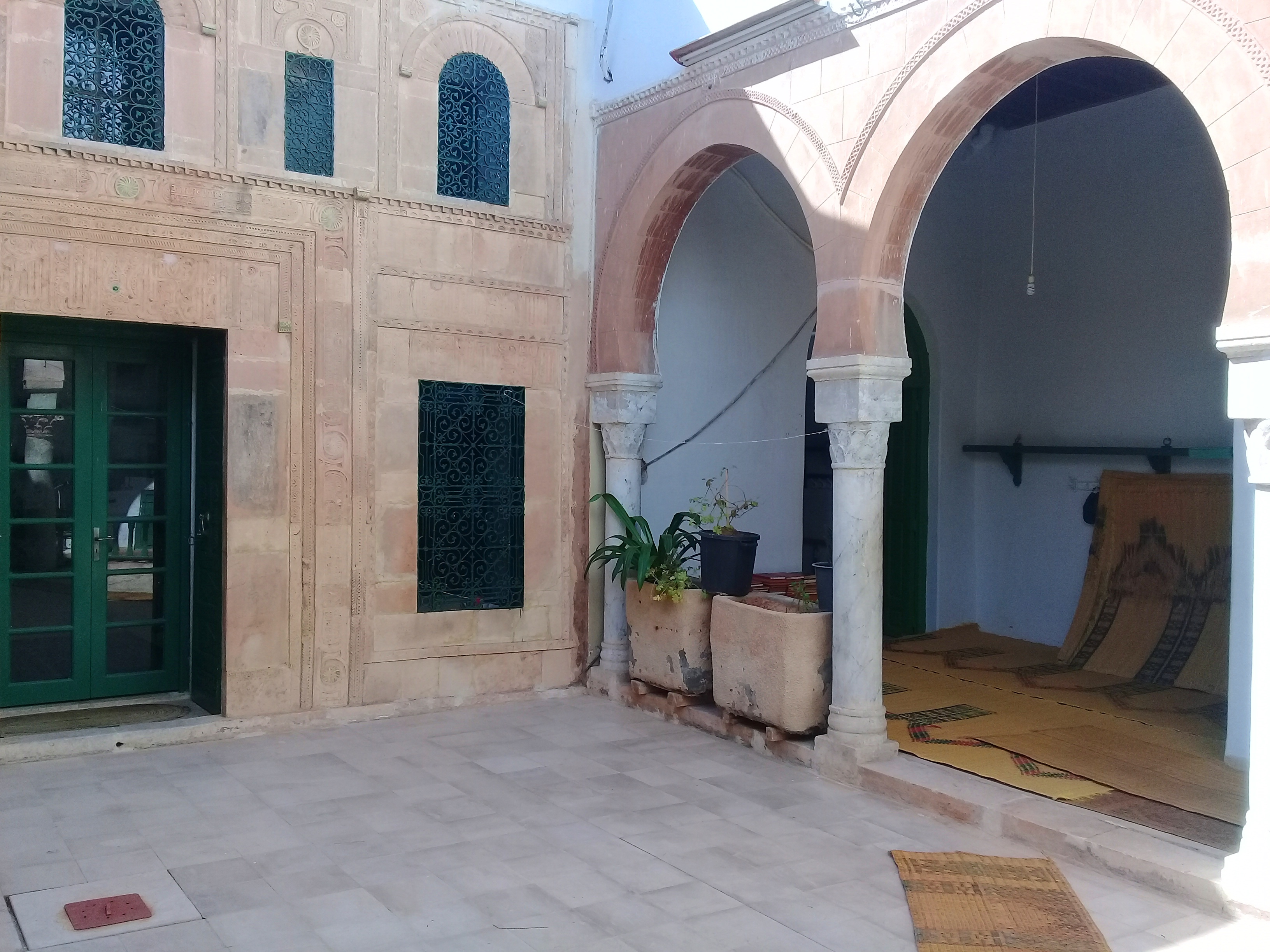
Vue du patio
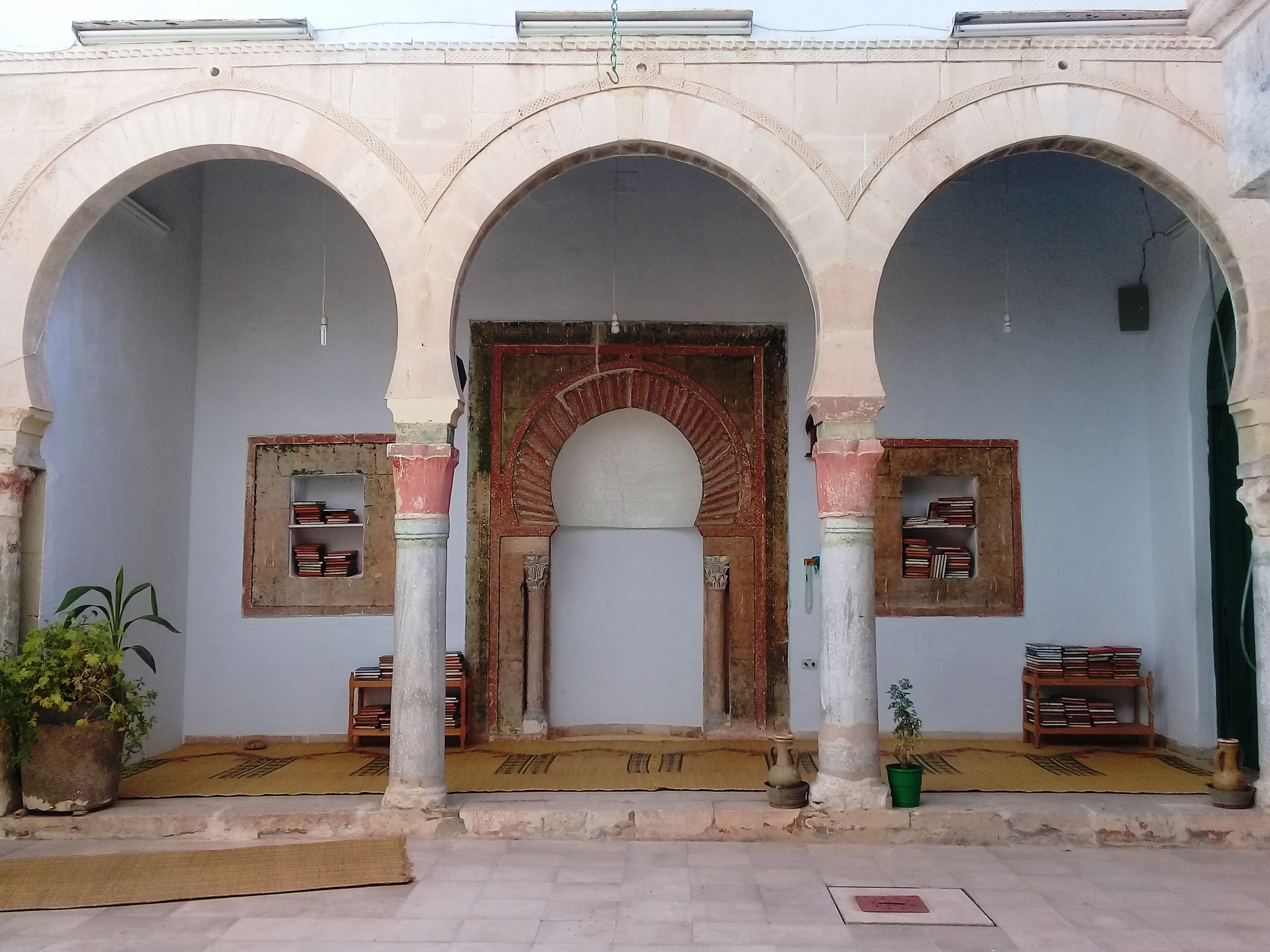
Vue sur une galerie latérale
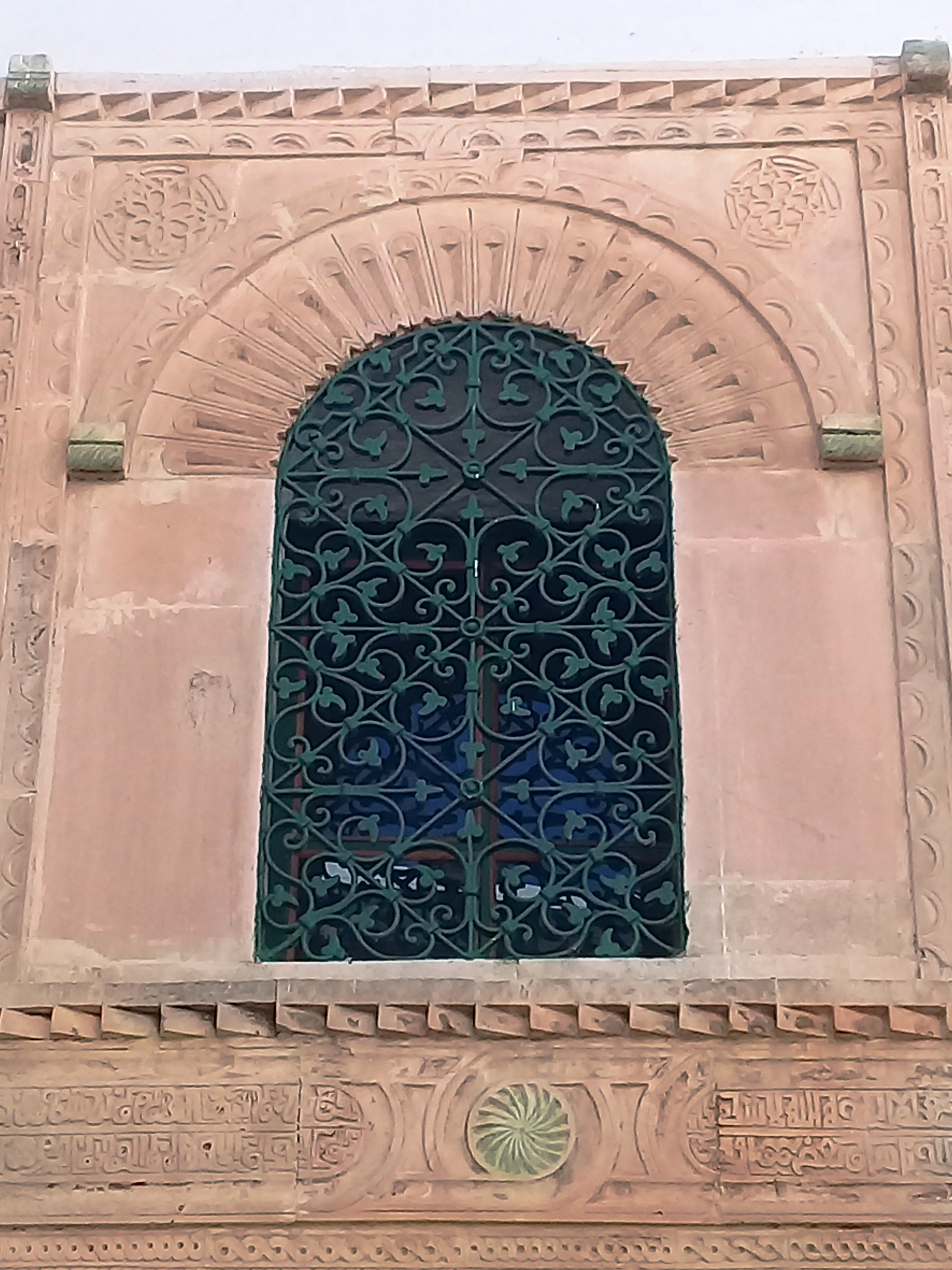
Détail d'une fenêtre en fer forgé
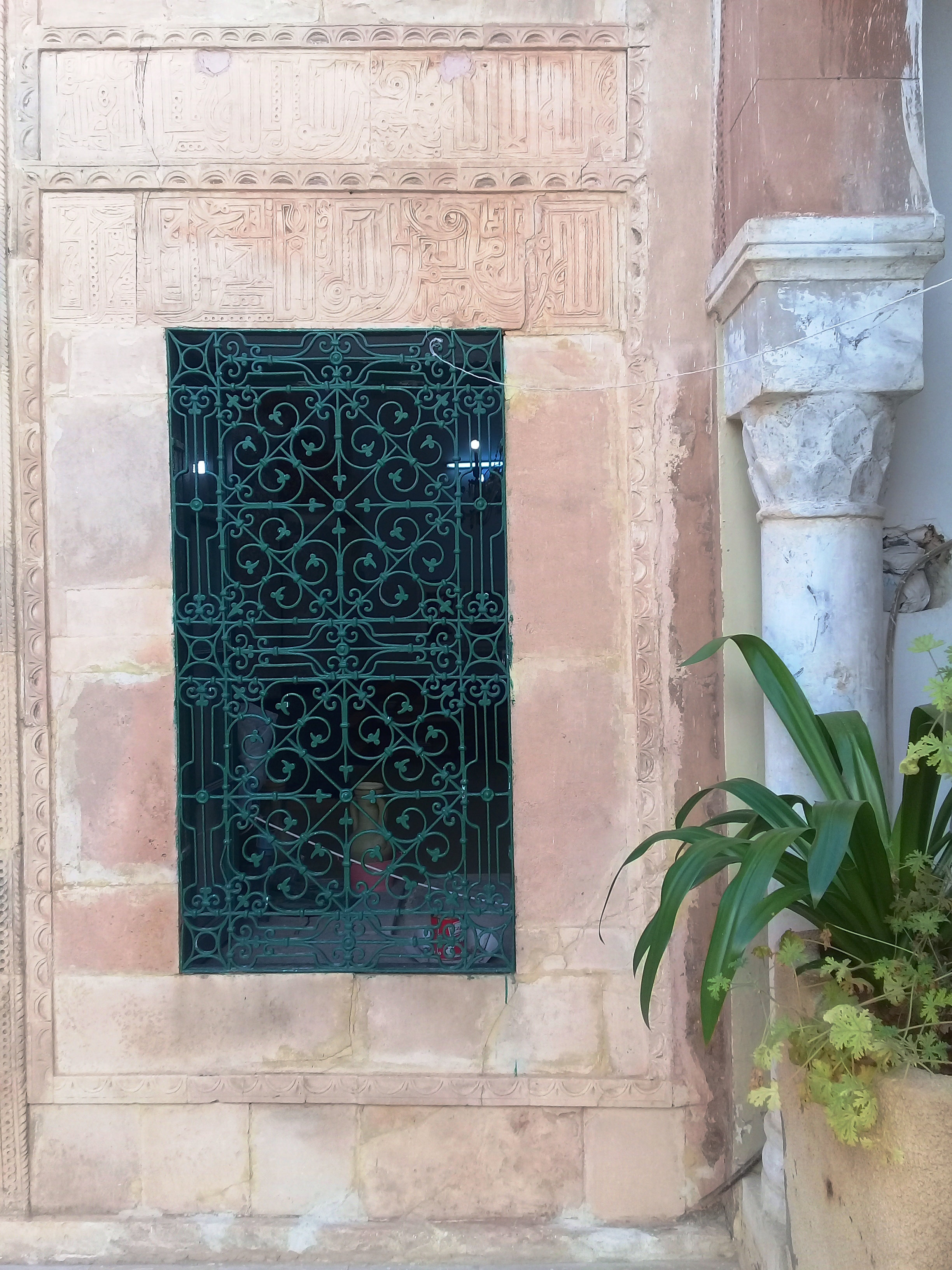
Détail d'une fenêtre en fer forgé
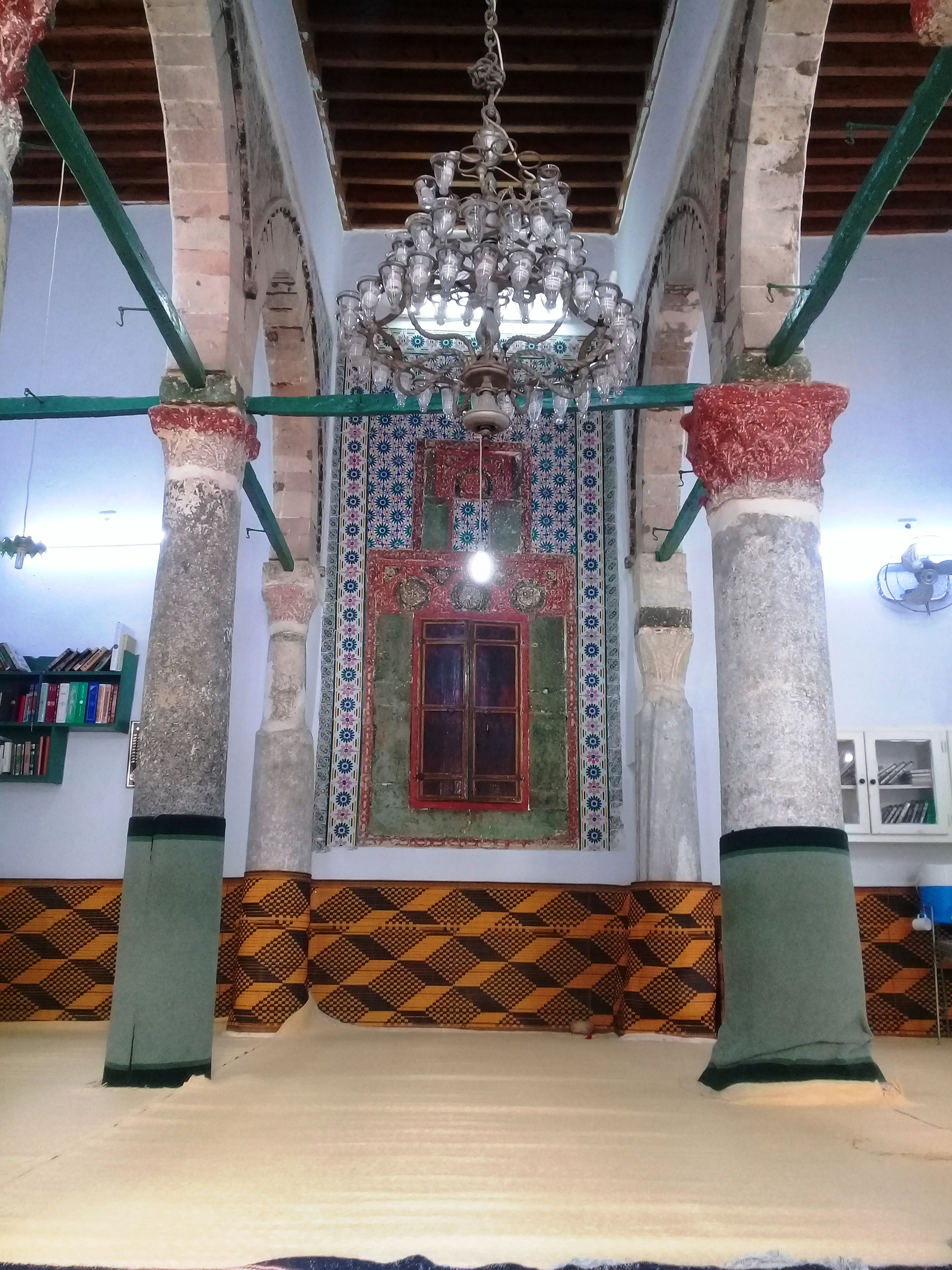
Vue dans la salle de prière

## Activités

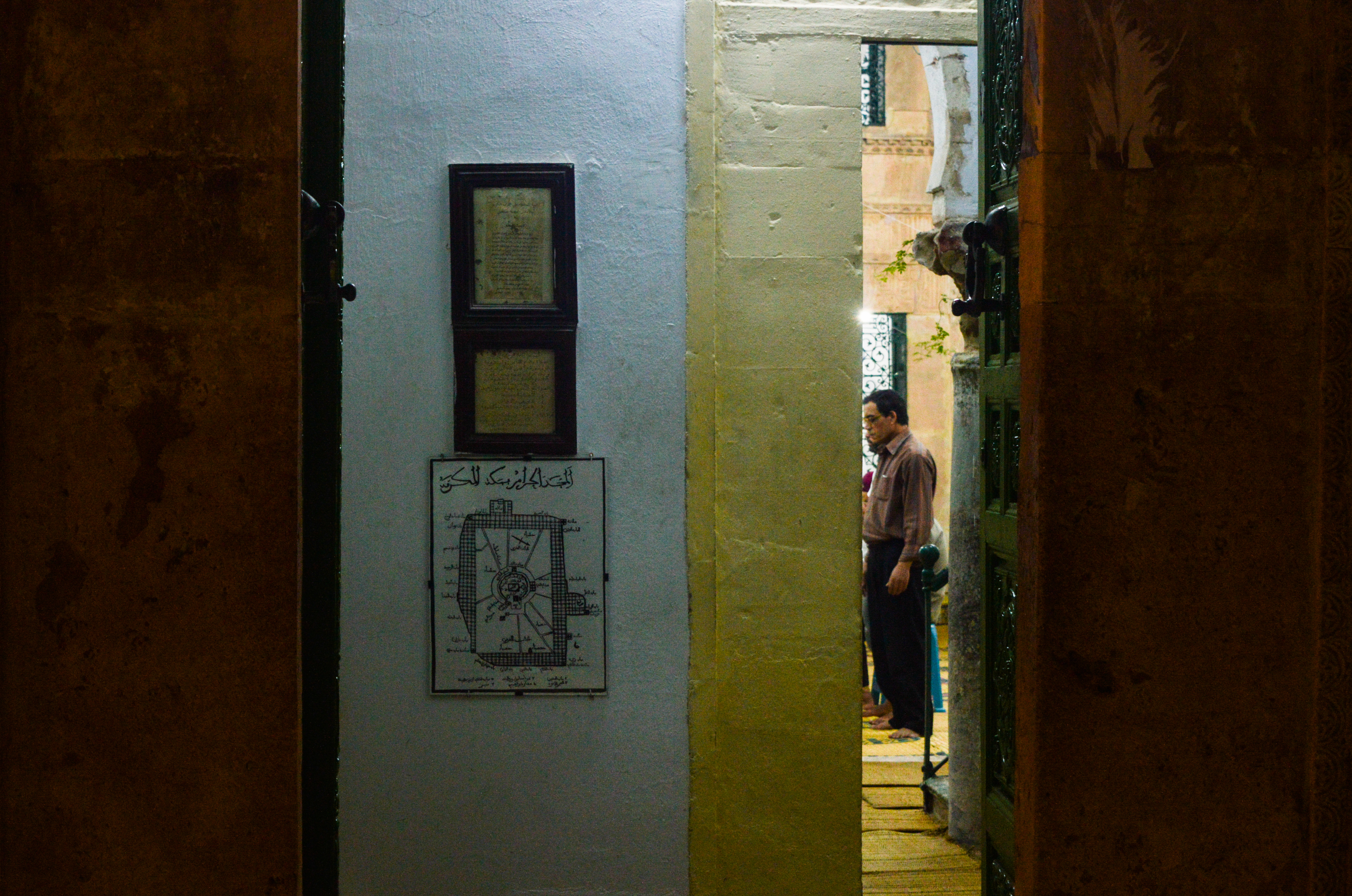
Prière dans la mausolée pendant le mois de ramadan

Chaque jour, après la prière du matin et entre les autres prières, des récitations de textes coraniques y ont lieu. Par ailleurs, après la prière du vendredi, une assemblée s'y tient pour donner des leçons sur la guidance et les bonnes pratiques ; ces réunions débutent toujours par la récitation d’Al-Fatiha suivie d’Al-Wadifa de Sidi Belhassen Karray, avant des chants religieux (nouba) débutant par la nouba thil.
La zaouïa ouvre également ses portes durant toutes les festivités religieuses (ramadan, Aïd, etc.) et même pour des célébrations personnelles de citoyens de Sfax (mariage, circoncision, départ ou retour des pèlerins, etc.).